# Dongfeng D120
El Dongfeng D120 (código interno: EQ7240BP) es un automóvil deportivo fabricado por la marca china Dongfeng desde el año 2006. Es un cupé que equipa un motor gasolina de 2.4 litros y 137 CV de potencia máxima. Tiene la peculiaridad de disponer de un alerón trasero regulable en altura con un sistema de fuelle.
- Datos: Q5813418